# Centennial Tower (Atlanta)
Pour les articles homonymes, voir Centennial Tower.
Centennial Tower est un gratte-ciel situé à Atlanta (Géorgie, États-Unis), dont la construction s'est achevée en 1975. 
Il est le vingt-quatrième plus haut gratte-ciel de la ville d'Atlanta. L'immeuble mesure 140 mètres et possède 36 étages.
Le gratte-ciel fut dessinée par les firmes d'architectes Cooper Carry & Associates et Neuhaus & Taylor.
La Centennial Tower possède les bureaux de recensement de la région.